# Musikjahr 1514
Liste der Musikjahre

◄◄ | ◄ | 1510 | 1511 | 1512 | 1513 | Musikjahr 1514 | 1515 | 1516 | 1517 | 1518 | ► | ►►

Weitere Ereignisse
Dieser Artikel behandelt das Musikjahr 1514.

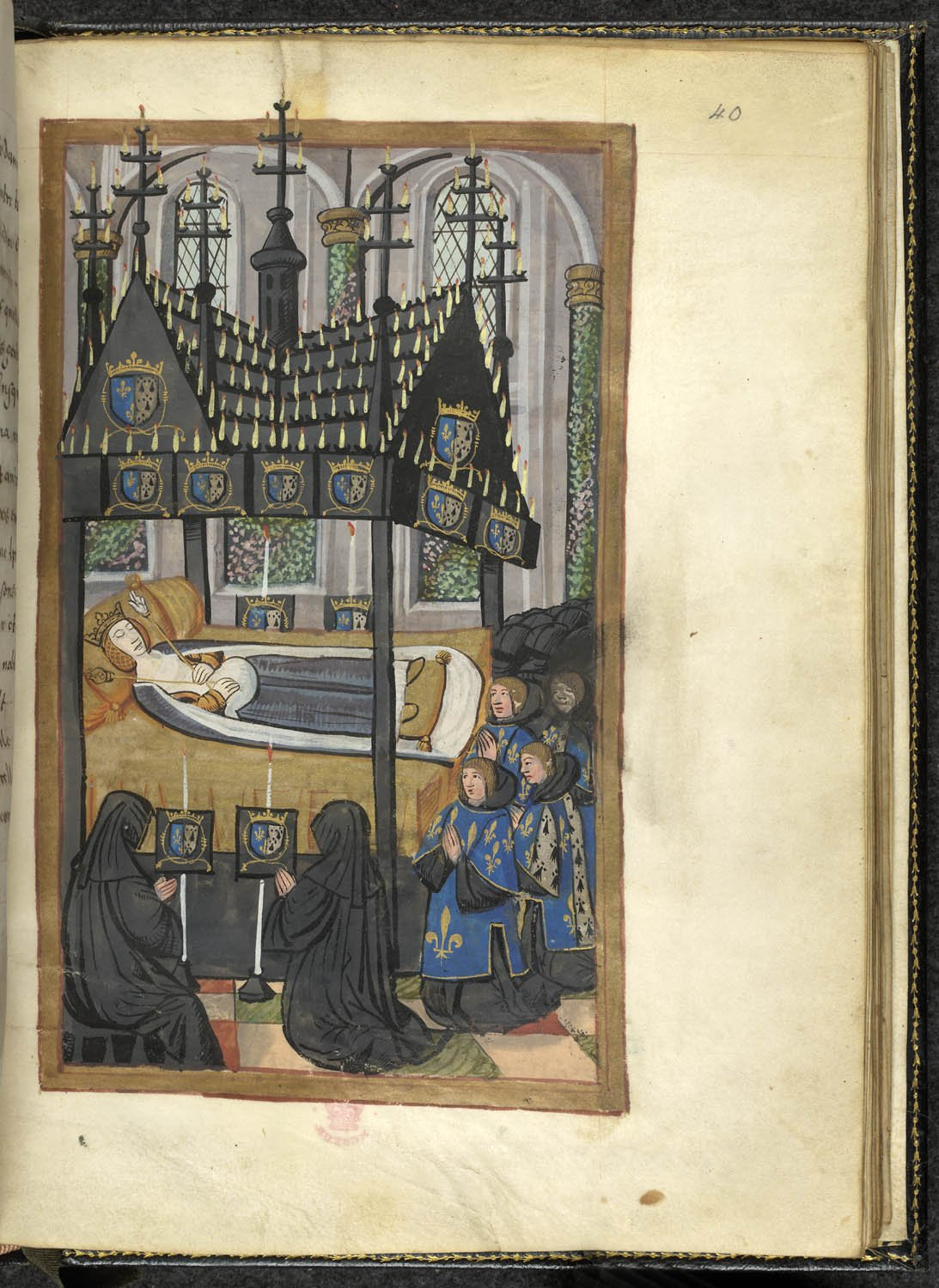
Beerdigung von Anne de Bretagne

## Ereignisse
- Martin Agricola, der zunächst auf dem elterlichen Hof arbeitet, reist ab 1510 durch den ostdeutschen Raum. Während dieser Phase eignet er sich als Autodidakt die Grundlagen seines musikalischen Wissens an. Die Stationen seiner Reise sind unbekannt, vermutlich gehörten Frankfurt (Oder) und Leipzig zu ihnen.
- Bonifacius Amerbach, der zunächst an der Artistenfakultät der Universität Basel studiert und dort Musiktheorie gehört hatte, setzt seit 1513 seine Studien an der Universität Freiburg im Breisgau fort, wo er sich der Rechtswissenschaft zuwendet. Hier steht er in freundschaftlicher Verbindung zu Sixt Dietrich und dem Organisten Hans Weck.
- Hans Buchner ist Domorganist am Münster zu Unserer Lieben Frau in Konstanz.
- Marco Cara steht seit 1495 und bis 1525 als Lautenvirtuose im Dienst der Familie Gonzaga in Mantua, die zu seiner Zeit Künstler aller Richtungen fördert.
- Carpentras, der seit 1513 wieder für die päpstlichen Kapelle in Rom arbeitet, wird Kapellmeister, jetzt unter dem Medici-Papst Leo X., der ein begeisterter Gönner der Musik und der Künste ist.
- Nicolas Champion ist Mitglied in der Hofkapelle Karls V. Hier nimmt er einen hohen Rang ein und wird sehr gut bezahlt, wenn er auch nicht den Rang von Pierre de la Rue erreicht. Durch seine guten Kontakte und seine Dienste bei Hof erwirbt er von 1508 bis etwa 1520 eine Reihe von Benefizien in den Städten Brügge, Namur, Lens, Lier, Oostvoorne, Valenciennes, Geervliet und Brielle.
- Josquin Desprez ist seit 1504 Propst an seiner früheren Wirkungsstätte Condé-sur-l’Escaut. Er wird als monsieur le prevost messire Josse des pres bezeichnet. Die Stellung ist für den ehemaligen Kapellmeister nicht nur wegen seines dortigen Haus- und Grundbesitzes attraktiv, sondern noch mehr wegen der guten Personalausstattung der Kirche und der Qualität der dortigen Musikausübung, die nur noch von der Kathedrale in Cambrai und von Saint-Vincent in Soignies übertroffen wird. Der Propst hat hier (nach einer Aufstellung aus dem Jahr 1523) die weltliche Macht im Kirchensprengel inne und ist der Vorgesetzte des Dekans, des Schatzmeisters, von 25 Kanonikern, 18 Kaplänen, 16 Vikaren und sechs Chorknaben, dazu einigen Priestern ohne Pfründe; in den aufwändig gestalteten Gottesdiensten wirkt in der Regel ein Chor aus den Vikaren und Chorknaben mit, so dass bis zu 22 musikgeübte Stimmen zur Verfügung stehen und bis zu sechsstimmige Werke aufgeführt werden können. In dieser Stellung wirkt Josquin Desprez 17 Jahre lang bis zu seinem Lebensende.
- Antonius Divitis ist Sänger in der Hofkapelle der französischen Königin Anne de Bretagne, der Ehefrau von König Ludwig XII. von Frankreich (Regierungszeit 1498–1515). Nach dem Tod der Königin am 9. Januar geht die Kapelle auf König Ludwig XII. über. Divitis verbleibt in seiner Stellung in der Hofkapelle.
- Pedro de Escobar ist Magister Puerorum an der Kathedrale in Sevilla bis zu seiner Amtsniederlegung 1514.
- Heinrich Finck ist als „capellmaister“ bzw. als „singemeister“ mit 60 Gulden Jahresgehalt am Stuttgarter Hof von Ulrich von Württemberg (Amtszeit mit Unterbrechungen 1498 bis 1550) angestellt. Er verlässt den Württembergischen Hof sicher schon vor dem Jahr 1515.
- Lodovico Fogliano ist 1513 und 1514 Sänger der Cappella Giulia an St. Peter in Rom.
- Lupus Hellinck ist Kirchendiener an St. Donatian in Brügge.
- Paul Hofhaimer lebt in Augsburg, der „heimlichen Hauptstadt“ von Kaiser Maximilian I., wo er unter dessen Gunst freischaffend tätig ist.
- Heinrich Isaac, der in Florenz lebt und in habsburgischen Diensten steht, wird gut bezahlter „prepositus capelle cantus figuralis“.
- Erasmus Lapicida ist als Sänger und Komponist religiöser Lieder an der Hofkapelle des Pfälzer Kurfürsten Ludwigs V. (Regierungszeit 1508–1544) in Heidelberg tätig bis etwa zum Jahr 1520. Um diese Zeit hat Lapicida offenbar auch Verbindungen zu Kreisen des Hauses Habsburg, weil er im Jahr 1514 die Motette „Sacerdos et pontifex“ für die Feier anlässlich der Wahl von Bernhard von Cles zum Bischof von Trient komponiert und diesem ein Huldigungsgedicht widmet.
- Jacotin Le Bel steht 1514 wahrscheinlich im Dienst des Kardinals von Aragon, wie musikhistorische Forscher annehmen.
- Georg Liban, der 1511 in Krakau den akademischen Grad eines Magisters erlangt hat, hält Vorlesungen an der Universität und ist von etwa 1506 bis 1528 an der Schule der Marienkirche als Kantor tätig. Er war hier zunächst Kantor, ist ab 1514 Rektor und unterrichtet lateinische Prosodie, Griechisch und Musik.
- Jean l’Héritier, tritt – nachdem Herzog Alfonso I. d’Este ihn aus seinen Diensten in Ferrara entlassen hat – in die Dienste von Papst Leo X. in Rom.
- Johannes Lupi wird 1514 als Chorknabe an der Kathedrale Notre-Dame in seiner Heimatstadt Cambrai aufgenommen und erlebt somit eine Ausbildung an einer der bedeutendsten kirchlichen Musikzentren der damaligen Zeit.
- Pierre Moulu komponiert nach dem Tod der französischen Königin Anne de Bretagne die Chanson-Motette „Fiere Attropos“, einen Klagegesang über ihren Tod.
- Jean Mouton ist Mitglied der Hofkapelle von Königin Anne de Bretagne, der Ehefrau von König Ludwig XII. von Frankreich (Regierungszeit 1498–1515). Nach dem Tod der Königin am 9. Januar geht die Kapelle auf König Ludwig XII. über. Jean Mouton verbleibt – wie Antonius Divitis – in seiner Stellung in der Hofkapelle.
- Anton Musa, der 1506 in Erfurt studiert und hier 1507 das Baccalaureat erworben hat, hält sich ab 1514 erneut in Erfurt auf und wird hier 1517 zum Magister artium promoviert.
- Marbrianus de Orto, der seit 1510 premier chapelain der Hofkapelle der Regentin Margarete von Österreich in Brüssel ist, wechselt sich in diesem Amt bis 1517 mit Anthoine de Berghes ab. Dieser Wechsel hängt mit Residenzpflichten an anderen Kirchen zusammen, nachdem er ab 1510 als Kanoniker an der Kathedrale Notre-Dame in Antwerpen (Liebfrauenkirche) und ab 1513 in der gleichen Funktion an Saint-Gudule in Brüssel tätig ist.
- Francisco de Peñalosa ist Mitglied der königlichen spanischen Kapelle. Seit 1511 ist er auch als Musiklehrer für den Thronerben Ferdinand I. tätig; seinen Dienst als Sänger in der spanischen königlichen Kapelle versieht er bis zum Tode des Königs im Jahre 1516.
- Georg Rhau erwirbt am 27. Juni 1514 den akademischen Grad eines Baccalaureus an der philosophischen Fakultät in Wittenberg.
- Jean Richafort ist wahrscheinlich seit August 1509 Mitglied der Kapelle der französischen Königin Anne de Bretagne. Seit November 1512 hat er eine Pfründe, die in der Bretagne liegt.
- Pierre de la Rue ist – wie Nicolas Champion und Marbrianus de Orto – in der Hofkapelle der Regentin Margarete von Österreich in Brüssel tätig. Der Komponist bleibt bis 1516 am Hof der Statthalterin in Mecheln, deren Lieblingskomponist er wird, und zu deren Ehren er zahlreiche Gelegenheitskompositionen schreibt.
- Claudin de Sermisy wirkt als Geistlicher in der Diözese Noyon und als Sänger in der Hofkapelle von Königin Anne de Bretagne, der Ehefrau von König Ludwig XII. von Frankreich (Regierungszeit 1498–1515). Nach dem Tod der Königin am 9. Januar geht die Kapelle auf König Ludwig XII. über. Claudin de Sermisy verbleibt – wie Antonius Divitis und Jean Mouton – in seiner Stellung in der Hofkapelle.
- Gaspar van Weerbeke, der seit dem Jahr 1500 und mindestens bis Ende 1515 als Sänger der päpstlichen Kapelle in Rom tätig ist, tritt im Jahr 1514 als Dominus Jasper Werbeke Cantor Capellae papalis der Bruderschaft Campo Santo dei Teutonici e Fiamminghi in Rom bei.

## Vokalwerke

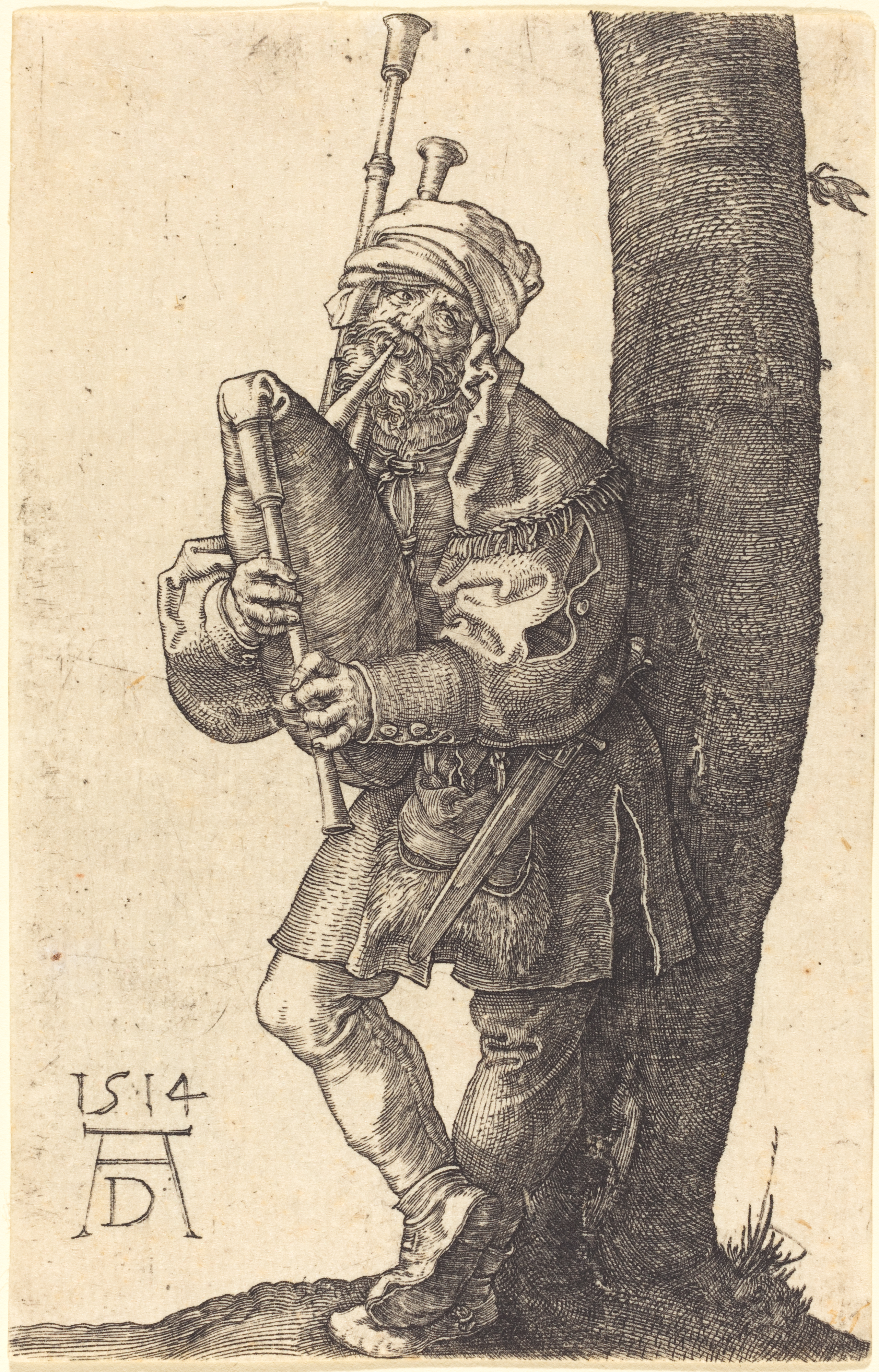
Sackpfeifer von Albrecht Dürer (1514)

### Geistlich
- Josquin Desprez – Missarum, Liber 3: Noten und Audiodateien im International Music Score Library Project
  - Missa Mater Patris: Noten und Audiodateien im International Music Score Library Project
  - Missa Faisant regretz
  - Missa Ad fugam
  - Missa Di dadi
  - Missa de Beata Virgine
  - Missa Sine nomine
- Erasmus Lapicida – Sacerdos et pontifex zu vier Stimmen
- Jean Mouton
  - Motette O Maria piissima. Quis dabit oculis nostris zu sechs Stimmen, Cantus firmus Nativitas unde gaudia (Trauermotette auf den Tod von Königin Anne de Bretagne am 9. Januar 1514)
  - Motette Quis dabit oculos nostris zu vier Stimmen, 2. Teil Ergo eiulate pueri (Trauermotette auf den Tod von Anne de Bretagne)
- Ottaviano Petrucci (Hrsg.) – Motetti de la corona, Liber 1: Noten und Audiodateien im International Music Score Library Project
  - Hylaive: Ascendens Christum in altum
  - Carpentras: Bonitatem fecisti
  - Antoine de Fevin: Benedictus Dominus Deus
  - Jean Mouton: Beata dei genetrix Maria
  - Eongheval?: Benedicat nos imperialis
  - Jean Mouton: Benedicta es celorum regina
  - Jean Mouton: Christum regem regum
  - Conta
  - Jean Mouton: Celeste beneficium
  - Josquin Desprez: Christum ducem redemit
  - Jean Mouton: Dilectus deo
  - Jean Mouton: Ecce Maria genuit
  - Jean Mouton: Egregie Christi confessor
  - Jean Mouton: Gaude Barbara
  - Antoine de Fevin: Gaude francorum regia
  - de Silva: Letatus sum
  - Jean Mouton: Laudate Deum in sanctis
  - Jean Mouton: Laudate Dominum de celis
  - Antoine Brumel: Memor esto
  - Josquin Desprez: Nos qui vivimus
  - Jean Mouton: Nobilis progenie
  - Antoine de Févin: O desolatarum consolator
  - Antonius Divitis
  - P de Terache?: Senatus apostolorum
  - Antoine de Févin: Sancta trinitas unus Deo
  - Antoine de Févin: Tempus meum est
  - Vulnerasti cor meum

### Weltlich
- Costanzo Festa – Quis dabit oculis nostris (Trauergesang für Königin Anne de Bretagne von Frankreich)
- Heinrich Isaac – Quis dabit pacem (Klage auf Lorenzo de Medicis Tod 1492, basierend auf Senecas Hercules Oetaeus (um 1514–1545; 1580–1586))
- Juan Fernández de Madrid – Asperges me: Noten und Audiodateien im International Music Score Library Project
- Bartolomeo Tromboncino – Acqua non è l’umor che versan gli occhi: Noten und Audiodateien im International Music Score Library Project

## Musiktheoretische Schriften
- Juan de Espinosa – Retractaciones de los errores y falsedades que escribió Gonzalo Martínez de Bizcargui en su Arte de canto llano („Traktat über die Fehler und Unwahrheiten, die Gonzalo Martínez de Bizcargui in seiner Kunst des Kirchengesangs schrieb“), Toledo

## Geboren

### Geburtsdatum gesichert
- 22. Februar: Johannes Gigas, deutscher evangelischer Theologe, Kirchenlieddichter, Humanist, Pädagoge und Reformator († 1581)
- 24. Juni: Johann Baumgart, deutscher lutherischer Theologe, Kirchenlieddichter und Schuldramatiker († 1578)

### Geboren um 1514
- Giovanni Animuccia, italienischer Komponist von Kirchenmusik († 1571)
- Claude Goudimel, französischer Komponist († 1572)

## Gestorben

### Todesdatum gesichert

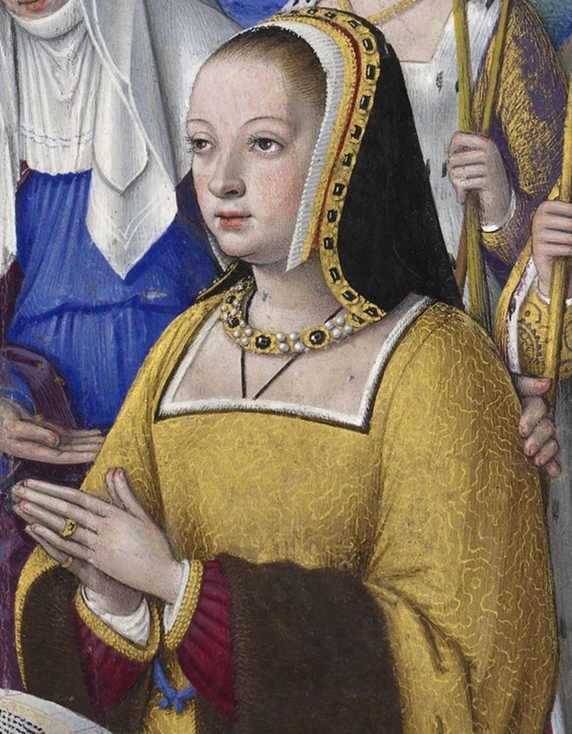
Anne de Bretagne; † 9. Januar

- 09. Januar: Anne de Bretagne, Königin von Frankreich und Förderin der Künste (* 1477)
- 00. Dezember: Paulus de Roda, franko-flämischer Komponist und Sänger (* spätestens Mitte des 15. Jahrhunderts)

### Genaues Todesdatum unbekannt
- Nikolaus Queck, deutscher Steinmetz, Baumeister und Glockengießer

### Gestorben um 1514
- Johannes Prioris, franko-flämischer Komponist und Sänger (* um 1460)